# Голованов Микола Семенович
Микола Семенович Голова́нов (рос. Николай Семёнович Голованов, 21 січня 1891 — 28 серпня 1953) — російський радянський диригент, піаніст і композитор, Народний артист СРСР (1948).
Народився у Москві. Закінчив Московське Синодальне училище церковних співів, де навчався у В. С. Орлова й О. Д. Кастальського, уперше виступив як диригент в 1909 році. По закінченні Московської консерваторії по класу композиції Сергія Василенко й Михайла Іпполітова-Іванова, в 1915 році став диригентом оркестру й асистентом хормейстера Великого театру, з 1919 по 1928 був головним диригентом, в 1926—1929 також очолював Московський філармонічний оркестр. В 1937 році був призначений художнім керівником і головним диригентом Великого симфонічного оркестру й оперного радіотеатру Всесоюзного радіокомітету, яким керував до своєї смерті.
Під керуванням Голованова найчастіше виконувалися епічні масштабні твори російських композиторів («Борис Годунов» і «Хованщина» Мусоргського, «Іван Сусанін» Глінки, «Шехеразада» Римського-Корсакова й ін.). Під час війни, перебуваючи в Москві, продовжував давати концерти, працював на радіо. В 1948—1953 роках Голованов знову очолював Великий театр, в 1925—1929 й 1943—1944 викладав у Московській консерваторії.
Звучання оркестру Голованова відрізняли ідеальне фразування, динамізм інтерпретації, гармонічне сполучення симфонічних і драматичних елементів театральної дії. Під керуванням Голованова відбулися перші виконання П'ятої, Шостої, Двадцять другої і Двадцять третьої симфоній М. Мясковського, Другої симфонії Т. Хрєнникова, Третьої Рахманінова (уперше в СРСР). Будучи гарним піаністом, він часто виступав як акомпаніатор разом із дружиною, співачкою Антоніною Неждановою.
Голованов — автор ряду оригінальних творів: опери «Принцеса Юрата», симфонії, двох симфонічних поем, оркестрових сюїт, Увертюри на російські теми, більше 200 романсів, обробок народних пісень.